# Crateri di Teti
Segue una lista dei crateri d'impatto presenti sulla superficie di Teti. La nomenclatura di Teti è regolata dall'Unione Astronomica Internazionale; la lista contiene solo formazioni esogeologiche ufficialmente riconosciute da tale istituzione.
I crateri di Teti portano i nomi di personaggi e luoghi legati all'Odissea, poema epico di Omero.

## Prospetto
| Cratere      | Eponimo | Latitudine | Longitudine | Diametro |
| ------------ | --- | ---------- | ----------- | -------- |
| Achilles     | Achille - Figlio di Peleo e Teti, comandante dei Mirmidoni a Troia.                                                       | 0,6° N     | 324,38° W   | 58,6 km  |
| Aietes       | Eete - Fratello della maga Circe.                                                                                         | 41,44° S   | 6,23° W     | 91 km    |
| Ajax         | Aiace Telamonio - Il più alto dei greci, secondo per bravura solo ad Achille.                                             | 28,41° S   | 282° W      | 88 km    |
| Alcinous     | Alcinoo - Re dei Feaci, padre di Nausicaa, ospita Ulisse.                                                                 | 30,31° N   | 212,61° W   | 50 km    |
| Amphinomus   | Anfinomo - Uno dei proci, il favorito di Penelope.                                                                        | 14,87° S   | 128,7° W    | 13,6 km  |
| Anticleia    | Anticlea - Madre di Ulisse.                                                                                               | 51,31° N   | 32,37° W    | 100,7 km |
| Antinous     | Antinoo - Il più bello e il più supponente dei proci.                                                                     | 59,89° S   | 286,15° W   | 138 km   |
| Arete        | Arete - Moglie di Alcinoo, madre di Nausicaa. Questo cratere è utilizzato per definire il meridiano fondamentale di Teti. | 4,67° S    | 299° W      | 13 km    |
| Circe        | Circe - Maga dell'isola di Eea, trasforma in animali i compagni di Ulisse.                                                | 12,6° S    | 54,66° W    | 79 km    |
| Demodocus    | Demodoco - Aedo della corte di Alcinoo.                                                                                   | 59,37° S   | 18,21° W    | 125 km   |
| Diomedes     | Diomede - Eroe greco, grande amico di Ulisse.                                                                             | 38,12° N   | 289,42° W   | 48,57 km |
| Dolius       | Dolio - Servitore di Penelope.                                                                                            | 30,15° S   | 210,33° W   | 190 km   |
| Elpenor      | Elpenore - Uno dei compagni di venture di Ulisse.                                                                         | 53,43° N   | 263,69° W   | 60 km    |
| Euanthes     | Evantèo - Padre di Marone.                                                                                                | 7,86° N    | 238,91° W   | 33 km    |
| Eumaeus      | Eumeo - Il più fedele dei servitori di Ulisse.                                                                            | 23,1° N    | 51,12° W    | 30 km    |
| Eupithes     | Eupite - Padre di Antinoo.                                                                                                | 18,71° N   | 171,21° W   | 22,3 km  |
| Eurycleia    | Euriclea - Nutrice di Ulisse.                                                                                             | 52,54° N   | 246,5° W    | 31 km    |
| Eurylochus   | Euriloco - Secondo in comando sulla nave di Ulisse.                                                                       | 5,07° S    | 27,68° W    | 44,8 km  |
| Eurymachus   | Eurimaco - Uno dei capi dei proci.                                                                                        | 35,65° S   | 65° W       | 38,4 km  |
| Halius       | Alio - Figlio di Alcinoo e Arete.                                                                                         | 44,4° N    | 4,96° W     | 29,5 km  |
| Hermione     | Ermione - figlia di Menelao ed Elena.                                                                                     | 38,4° S    | 148,69° W   | 68,2 km  |
| Icarius      | Icario - Padre di Penelope.                                                                                               | 5,89° S    | 305,85° W   | 54,4 km  |
| Irus         | Arneo detto Iro - Un mendicante di Itaca.                                                                                 | 27° S      | 244,81° W   | 26,5 km  |
| Laertes      | Laerte - Padre di Ulisse.                                                                                                 | 46,36° S   | 67,46° W    | 51,13 km |
| Leocritus    | Leocrito - Uno dei proci.                                                                                                 | 21,53° N   | 118,66° W   | 12,5 km  |
| Leucothea    | Leucotea - Il nome assunto da Ino dopo la sua assunzione tra le divinità.                                                 | 4,26° S    | 123,84° W   | 13,8 km  |
| Maron        | Marone - Sacerdote di Apollo a Ismaro, dona ad Ulisse il vino con cui ubricherà il ciclope Polifemo.                      | 2,52° N    | 119,33° W   | 11,8 km  |
| Medon        | Medonte - L'unico dei proci a non tradire Ulisse che per questo gli salva la vita al suo ritorno.                         | 25,5° N    | 143,31° W   | 18,7 km  |
| Melanthius   | Melanzio - Capraio ad Itaca, si schierò con i proci.                                                                      | 58,5° S    | 192,61° W   | 250 km   |
| Mentor       | Mentore - Amico di Ulisse, a lui è affidato il piccolo Telemaco.                                                          | 0,25° N    | 44,16° W    | 62 km    |
| Naubolos     | Naubolos - Padre di Euryalos.                                                                                             | 72,19° S   | 305,18° W   | 54,5 km  |
| Nausicaa     | Nausicaa - Figlia di Alcinoo, scorge Ulisse dopo il naufragio.                                                            | 84,4° N    | 5° W        | 69 km    |
| Neleus       | Neleo - Figlio di Poseidone e re di Pilo.                                                                                 | 19,38° S   | 25,72° W    | 37,6 km  |
| Nestor       | Nestore - Re anziano e saggio di Pilo, ospita Telemaco alla ricerca del padre.                                            | 54° S      | 64,81° W    | 38,2 km  |
| Odysseus     | Odisseo - La versione in greco del nome di Ulisse.                                                                        | 32,82° N   | 128,89° W   | 445 km   |
| Oenops       | Enope - Padre del procio Leode.                                                                                           | 28,13° N   | 93,44° W    | 25,7 km  |
| Ormenus      | Ormeno - Padre di Ctesio e nonno di Eumeo.                                                                                | 20,39° S   | 43,85° W    | 39,8 km  |
| Penelope     | Penelope - Moglie di Ulisse.                                                                                              | 10,83° S   | 249,22° W   | 207,5 km |
| Periboea     | Peribea - Figlia di Eurimedonte, madre di Nausitoo, nonna di Alcinoo.                                                     | 8° N       | 34,86° W    | 51 km    |
| Phemius      | Femio - Aedo della corte di Ulisse.                                                                                       | 11,32° N   | 286,22° W   | 75,9 km  |
| Philoetius   | Filezio - Giovane e fedele guardiano del bestiame di Ulisse.                                                              | 2,32° N    | 184,71° W   | 28,3 km  |
| Polycaste    | Policasta - Figlia di Nestore e sposa di Telemaco.                                                                        | 1,38° N    | 86,41° W    | 23 km    |
| Polyphemus   | Polifemo - Ciclope sconfitto da Ulisse.                                                                                   | 3,48° S    | 282,98° W   | 73 km    |
| Poseidon     | Poseidone - Dio dei mari, ostacola il viaggio di Ulisse.                                                                  | 55,71° S   | 101,3° W    | 63 km    |
| Rhexenor     | Ressenore - Fratello di Alcinoo.                                                                                          | 75,63° S   | 65,22° W    | 38 km    |
| Salmoneus    | Salmoneo - Padre di Tiro.                                                                                                 | 1,77° S    | 335,18° W   | 93 km    |
| Teiresias    | Tiresia - Indovino la cui anima Ulisse incontra nell'Ade.                                                                 | 60,39° N   | 0,83° W     | 14,5 km  |
| Telemachus   | Telemaco - Figlio di Ulisse.                                                                                              | 54° N      | 339,38° W   | 92 km    |
| Telemus      | Telemo - Profeta, preavvisa Polifemo che perderà l'occhio ad opera di Ulisse.                                             | 34,53° S   | 356,89° W   | 320 km   |
| Theoclymenus | Teoclimeno - Profeta, aiuta Telemaco.                                                                                     | 14,43° S   | 205,63° W   | 34,3 km  |